# Neurastenia
Neurastenia – najczęstsza postać nerwicy objawiająca się zwiększoną pobudliwością i szybkim wyczerpywaniem się układu nerwowego; niepokojem, niemożnością skupienia uwagi, drażliwością, bólami w okolicy serca, kołataniem serca, bólami głowy, zaburzeniami jelitowymi, osłabieniem czynności płciowych.

## Typy neurastenii
(podział według Iwanowa-Smolenskiego)
- neurastenia hiposteniczna: dominują objawy zmęczenia, obniżenia sprawności, niepokoju
- neurastenia hipersteniczna: dominuje rozdrażnienie, wybuchy złości, nadwrażliwość na bodźce (np. dotyk sprawia ból, brak opanowania, osłabienie dyscypliny).
- neurastenia asteniczna: szybkie męczenie się (wyczerpanie po krótkich czynnościach)